# Маунт Кармел (Охајо)
Маунт Кармел (енгл. Mount Carmel) насељено је место без административног статуса у америчкој савезној држави Охајо.

## Демографија
По попису из 2010. године број становника је 4.741, што је 433 (10,1%) становника више него 2000. године.
| Група             | 2000.         | 2010.         |
| Белци             | 4.145 (96,2%) | 4.405 (92,9%) |
| Афроамериканци    | 36 (0,8%)     | 63 (1,3%)     |
| Азијати           | 13 (0,3%)     | 44 (0,9%)     |
| Хиспаноамериканци | 52 (1,2%)     | 147 (3,1%)    |
| Укупно            | 4.308         | 4.741         |